# Marocchinate

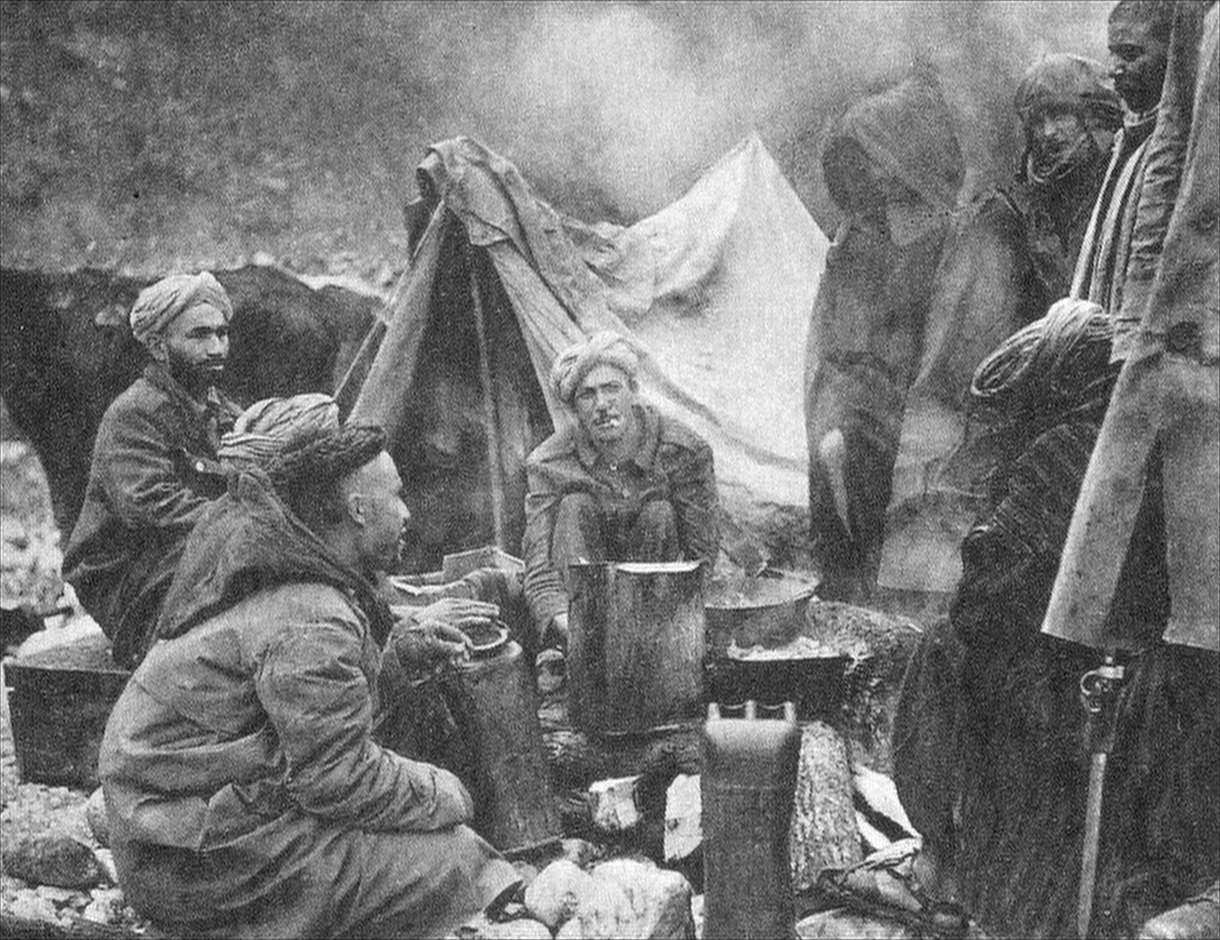
Marokkaanse soldaten bij Monte Cassino in januari 1944

Marocchinate is een Italiaans synoniem voor massa-verkrachting. Vrij vertaald betekent deze term "gemarokkaniseerde vrouw" en verwijst naar de massaverkrachtingen door Marokkaanse soldaten na afloop van de Slag om Monte Cassino.

## Achtergrond
De Goumiers waren Marokkaanse troepen die deel uitmaakten van het Franse koloniale leger. In mei 1944 werden deze eenheden als hulptroepen ingezet tegen de Duitse troepen tijdens de Slag om Monte Cassino. Op 18 mei 1944 forceerden de geallieerden een doorbraak bij Monte Cassino. Die nacht zwermden duizenden Goumiers en andere koloniale troepen uit over de omringende heuvels. Moordend en verkrachtend trokken de soldaten van dorp naar dorp. Mannen die hun dochters en vrouwen probeerden te verdedigen werden ter plaatse doodgeschoten. Meer dan 2000 vrouwen in de leeftijd van 11 tot 86 werden vaak meermalen verkracht. 
Vandaag de dag staat in Castro dei Volsci het monument "Mamma Ciociara" ter nagedachtenis aan deze oorlogsmisdaad. In 1960 ontving Sophia Loren een Oscar voor haar rol in de film La ciociara, die is gebaseerd op deze gebeurtenissen.